# 贝通维利耶
贝通维利耶（法語：Béthonvilliers，法語發音：[betɔ̃vilje]）是法国厄尔-卢瓦省的一个市镇，属于诺让勒罗特鲁区。

## 地理
贝通维利耶（48°13'16"N, 0°54'35"E）面积12.33 平方千米，位于法国中央-卢瓦尔河谷大区厄尔-卢瓦省，该省份为法国北部内陆省份，北起顺时针与厄尔省、伊夫林省、埃松省、卢瓦雷省、卢瓦-谢尔省、萨尔特省和奧恩省接壤。
与贝通维利耶接壤的市镇（或旧市镇、城区）包括：维谢尔。
贝通维利耶的时区为UTC+01:00、UTC+02:00（夏令时）。

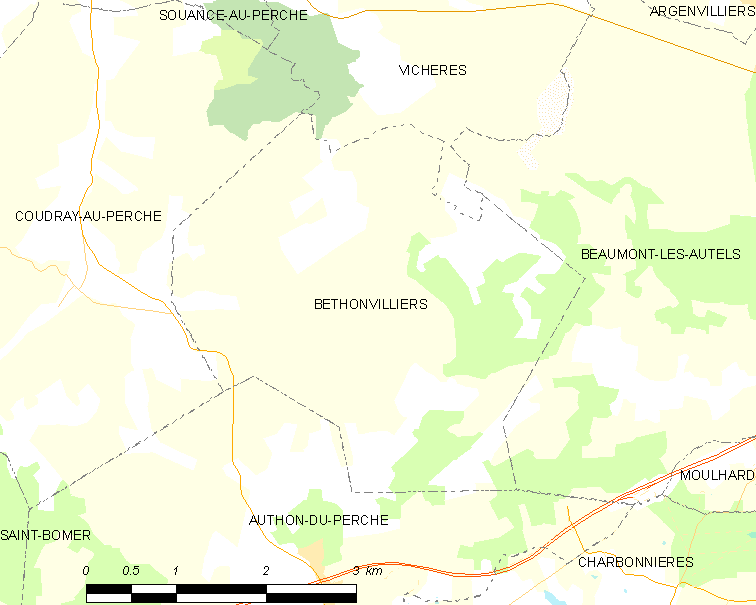
贝通维利耶的OSM定位图

## 行政
贝通维利耶的邮政编码为28330，INSEE市镇编码为28038。

## 政治
贝通维利耶所属的省级选区为布鲁县。

## 人口

1962-2008年间贝通维利耶人口变化图示

贝通维利耶于2022年1月1日时的人口数量为132人。